# 多茎香青
多茎香青（学名：Anaphalis hondae）是菊科香青属的植物。分布在尼泊尔以及中国大陆的西藏等地，多生长于河滩沙地，目前尚未由人工引种栽培。